# Сражение при Бабшине
Сражение при Бабшине или сражение у Рачевского леса — одно из сражений русско-турецкой войны 1768—1774 годов во время осады Хотина.
Султан Мустафа III, недовольный медлительностью визиря, в войсках которого из-за плохого снабжения началось массовое дезертирство (из-за чего оно сократилось до 100 тыс. чел.), сменил 31 июля Мехмед-пашу. Новым великим визирем был назначен Молдаванджи-паша. Во второй половине августа Молдаванджи-паша перешел к активным действиям, стремясь форсировать Днестр и прорваться в Подолию.

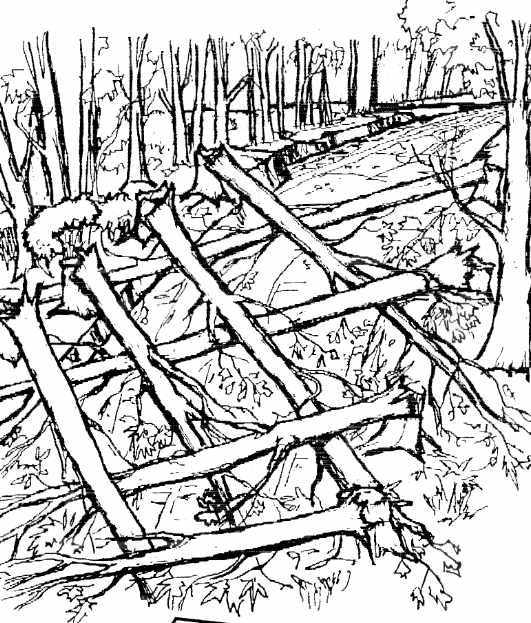
Образец засеки

Несмотря на противодействие русских войск, туркам удалось соорудить переправу. На рассвете 29 августа османы (32 000 человек) начали переходить по мосту напротив Хотина и выстраиваться на берегу Днестра. Русские части 1-й армии, скрытно расположенные за тремя засеками в Рачевском лесу и возле него, выжидали, не обнаруживая себя.
Вначале турки конными массами атаковали правый фланг, но были отбиты артиллерией и перекрестным огнём с редутов. Затем 10 тысяч двинулись вдоль лесного оврага и по оврагу на засеки и сбили со своих позиций три русских полка генерал-поручика Я. А. Брюса, стоявших там, один из которых (4-й гренадерский) был окружён. Вовремя подоспевший отряд графа С. В. Салтыкова ударил по противнику с тыла и помог отбиться окружённому полку, а затем совместным ударом с фронта и фланга русские очистили Рачевский лес, заставив турок к трём часам дня отступить к мосту.
Одновременно с действием против центра русской позиции турки предприняли силами в 20 тысяч конную атаку против левого фланга в направлении Бабшина по стоявшим там кавалерийским полкам князя А. А. Прозоровского и генерал-майора Ф. И. Глебова. Дважды турки атаковали русскую кавалерию и дважды были отбиты. Когда в третий раз Молдаванджи-паша выслал новые подкрепления своей коннице и она понеслась в атаку, русская кавалерия отскакала в сторону, дав возможность артиллерии из лагеря открыть огонь по густым массам противника. Дезорганизованная артиллерийским обстрелом, турецкая кавалерия рассеялась и отступила к Днестру, переправившись через него вброд и вплавь. Русская кавалерия преследовала противника. Сражение закончилось в 7 часов вечера.
Решающую роль в этом упорном сражении, которое длилось более 12 часов, сыграла артиллерия 1-й армии под командованием полковника П. И. Мелессино. Хотинская крепостная артиллерия из-за дальности расстояния ничем не могла помочь разбитым турецким войскам.
Турки потеряли 3 тысячи убитыми. Потери русских — 182 убитых и 337 раненых, кроме того русские взяли 10 знамён.